# The Normal Heart
The Normal Heart (em Portugal: Um Coração Normal) é um filme de drama estadunidense de 2014 dirigido por Ryan Murphy e escrito por Larry Kramer, baseado em sua própria peça teatral de 1985 de mesmo nome. O filme é estrelado por Mark Ruffalo, Julia Roberts, Matt Bomer, Taylor Kitsch, Jim Parsons, Alfred Molina, Jonathan Groff, e Joe Mantello.
Em Portugal, o filme estreou no dia 5 de julho de 2014 no TVCine 1, intitulado Um Coração Normal.

## Sinopse
Depois de ver um amigo sucumbir a uma nova doença, a AIDS inicialmente chamada de "câncer gay", que estava matando todos os pacientes gays da Dra. Emma Brookner (Julia Roberts), Ned Weeks (Mark Ruffalo) pretende organizar mais ação para combater essa doença, mesmo que sua personalidade possa ameaçar e afastar as pessoas ao seu redor, incluindo seu irmão Ben (Alfred Molina), seu amante Felix (Matt Bomer) e Bruce Niles (Taylor Kitsch), um banqueiro de investimento enrustido.

## Elenco
- Mark Ruffalo como Ned Weeks
- Matt Bomer como Felix Turner
- Taylor Kitsch como Bruce Niles
- Jim Parsons como Tommy Boatwright
- Alfred Molina como Ben Weeks
- Julia Roberts como Dr. Emma Brookner
- Joe Mantello como Mickey Marcus
- BD Wong como Buzzy
- Jonathan Groff como Craig Donner
- Stephen Spinella como Sanford
- Finn Wittrock como Albert
- Denis O'Hare como Hiram Keebler
- Frank de Julio como Nick
- William Demeritt como Nino
- Sean Meehan como Morton
- Corey Stoll como John Bruno
- Danielle Ferland como Estelle
- Armand Schultz como Dick Lombardo
- Adam Shapiro como Bella
- John Mainieri como John
- Will Bradley como Mario
- Corey Brill como Henry
- Sarabeth Clare como Rebecca Watson
- Greg Adair como Malcom Murphy
- Wenne Alton Davis como Gloria
- Richard Prioleau como Phil
- Patrick Woodall como Grady
- Brett Glazer como Lenny
- Catherine Chadwick como mãe de Albert
- Chris Sullivan como Mike (técnico de TV a cabo)

## Produção
Em agosto de 2011, Ryan Murphy disse em entrevista ao Deadline que adquiriu os direitos de The Normal Heart e pretendia produzir a versão cinematográfica, estrelada por Mark Ruffalo "e talvez Julia Roberts". The Hollywood Reporter confirmou a notícia da produção do filme em janeiro de 2012 e a adição de Matt Bomer e Jim Parsons ao elenco previamente anunciado. Em março de 2013, Taylor Kitsch se juntou ao elenco. Em abril de 2013, os atores Jonathan Groff e Joe Mantello foram anunciados. Em maio de 2013, a adição de Alfred Molina foi anunciada.

### Filmagens
As filmagens começaram em 8 de junho de 2013 em Nova Iorque. Em 12 de julho, decorreram filmagens em Little Italy. Durante o curso das filmagens, a produção foi suspensa temporariamente para permitir que alguns dos atores pudessem mudar sua aparência física; Bomer perdeu 18 quilos para mostrar os estragos da AIDS em seu personagem.

## Lançamento
The Normal Heart estreou na HBO em 25 de maio de 2014, às 21 horas. O filme também teve uma exibição no Inside Out Film and Video Festival, em Toronto, Ontário em 23 de maio.